# 谷芝瑞
谷芝瑞（？—？），字仲符，号霭堂。直隶临榆（今属河北省秦皇島市）人。中华民国政治人物。

## 生平
光緒三十年（1904年）末科进士，殿試二甲二十一名，選庶吉士，散馆授编修。隨即赴日本留學。
中华民国时期，曾任北京临时参议院议员、中華民國第一届國會众议院议员、印铸局局长、黑龙江绥兰道道尹等職。工書法。